# Belinda Giudice
Belinda Giudice (ur. 29 sierpnia 1977) – australijska judoczka.
Uczestniczka mistrzostw świata w 2003. Startowała w Pucharze Świata w 1998. Zdobyła trzy medale mistrzostw Oceanii w latach 2002 - 2004. Mistrzyni Australii w 2002 i 2003 roku.